# 2008 en Éthiopie
Cet article présente les faits marquants de l'année 2008 en Éthiopie.

## Évènements
- Mardi 2 juin 2008 : selon le Fonds mondial contre le sida, la tuberculose et la malaria, le pays compte 260 000 malades d'un sida avéré et entre 800 000 et 2,9 millions d'autres personnes contaminées sur une population de 83 millions d'habitants dont l'espérance de vie est proche de cinquante ans.
- Dimanche 23 novembre 2008 : le gouvernement éthiopien demande à plusieurs musées et bibliothèques britanniques de restituer des centaines d'objets précieux, dont une couronne royale, pillés par les troupes britanniques en 1868[1]. Cette demande concerne quelque 400 objets précieux pillés lors de la bataille de Magdala.
- Mardi 30 décembre 2008 : la présidente du plus grand parti d'opposition éthiopien, Birtukan Mideksa, retourne en prison à la suite de la révocation par les autorités d'une amnistie sur sa condamnation à la prison à vie en juillet 2007 par le président éthiopien Girma Wolde-Giorgis[2]. Elle est accusée d'avoir récemment et publiquement démenti, lors d'une tournée en Europe, avoir reconnu une quelconque part de responsabilité dans ces violences pour obtenir le pardon présidentiel.